# Catalina de Alejandría
Catalina de Alejandría fue una mártir cristiana del siglo IV. Su fiesta se celebra el 25 de noviembre. Su culto tuvo difusión por toda Europa a partir del siglo VI, con énfasis entre los siglos X y XII. Está incluida en el grupo de los santos auxiliadores y es invocada contra la muerte súbita.  Algunos académicos han cuestionado su historia.

## Leyenda
Las noticias sobre la vida de Catalina de Alejandría las proporciona documentación muy tardía. El documento más antiguo es la Passio, redactada inicialmente en griego entre los siglos VI y VIII, muy conocida a partir del siglo IX a través de la versión latina. Existen además otros textos hagiográficos, entre los que se destaca la Conversio, quizá influida por la mística femenina benedictina. El contenido del conjunto de textos se sintetiza a continuación.

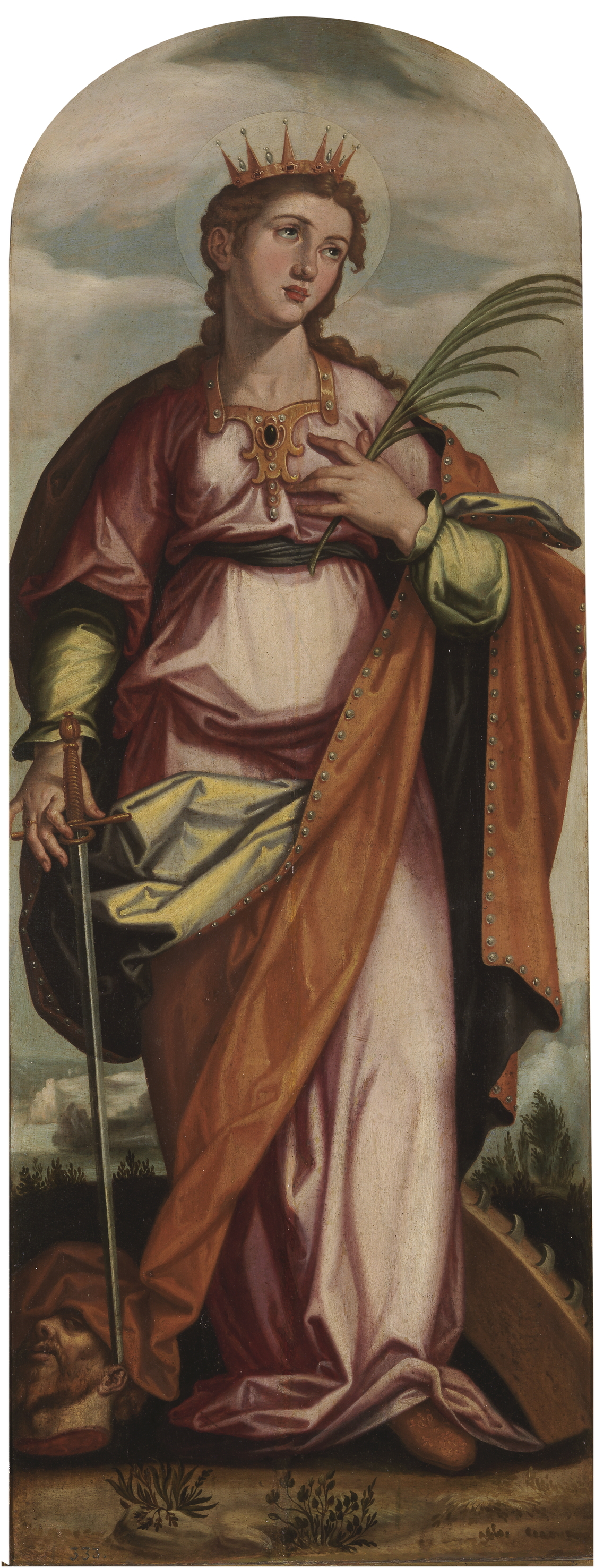
Santa Catalina, por Francisco Pacheco (1608, Museo del Prado).

Catalina nació hacia el 290 en el seno de una familia noble de Alejandría, en Egipto. Dotada de una gran inteligencia, destacó muy pronto por sus extensos estudios, que la situaron al mismo nivel de los grandes poetas y filósofos de la época. Una noche se le apareció Cristo y decidió, en ese momento, consagrarle su vida, considerándose, desde entonces, su prometida. El tema del matrimonio místico es común en el este del Mediterráneo y en la espiritualidad católica. 
El emperador Majencio (306-312), o más probablemente Maximino (308-313, quien era Augusto de Oriente, al contrario que Majencio) acudió a Alejandría para presidir una fiesta pagana, y ordenó que todos los súbditos hicieran sacrificios a los dioses. Catalina entró en el templo, pero, en lugar de sacrificar, hizo la señal de la cruz. Dirigiéndose al emperador lo reprendió exhortándolo a conocer al verdadero Dios. Conducida a palacio, ella reiteró su negativa a hacer sacrificios pero invitó al emperador a un debate. El emperador perdió el debate, por lo que mantuvo presa a Catalina en su palacio. Ordenó entonces llamar a los grandes sabios del imperio para que debatiesen con ella y la refutaran. A lo largo de la prueba, los sabios se convirtieron al cristianismo, lo que provocó la ira del emperador, quien los condenó a todos a ser ejecutados en la hoguera. Estos sabios, dado que acababan de convertirse al cristianismo, tuvieron miedo de morir sin ser bautizados, por lo que Catalina les bautizó antes de su ejecución. Después Majencio volvió a tratar de convencer a Catalina, con promesas, para que abandonase su fe; pero, al no lograrlo, mandó azotarla y después encerrarla en prisión. Allí fue visitada por la propia emperatriz y por un oficial, Porfirio, quien también terminó por convertirse junto con otros doscientos soldados, según señala la Passio.
El emperador ordenó entonces que torturaran a Catalina utilizando para ello una máquina formada por unas ruedas provistas de unas cuchillas afiladas. Según la Passio, las ruedas se rompieron al tocar el cuerpo de Catalina, quien salió ilesa, mientras que las piezas sueltas por la máquina reventada mataron a algunos de los que estaban presentes en la ejecución. La emperatriz nuevamente trató de interceder a favor de Catalina, pero esto enfadó al emperador, quien castigó a la emperatriz. Además mandó decapitar a Catalina, pero de la herida no salió sangre sino leche. Acto seguido, unos ángeles trasladaron su cuerpo al monte Sinaí.
En este lugar, en el siglo VI, el emperador Justiniano fundó un monasterio que, originariamente, se llamó "monasterio de la Transfiguración", pero que posteriormente fue dedicado a la memoria de esta santa mártir: el célebre Monasterio de Santa Catalina del Monte Sinaí. Los monjes de este monasterio encontraron sus restos hacia el año 800 en una gruta de la montaña, momento a partir del cual el monasterio custodió sus reliquias y se convirtió en un importante centro de peregrinación.

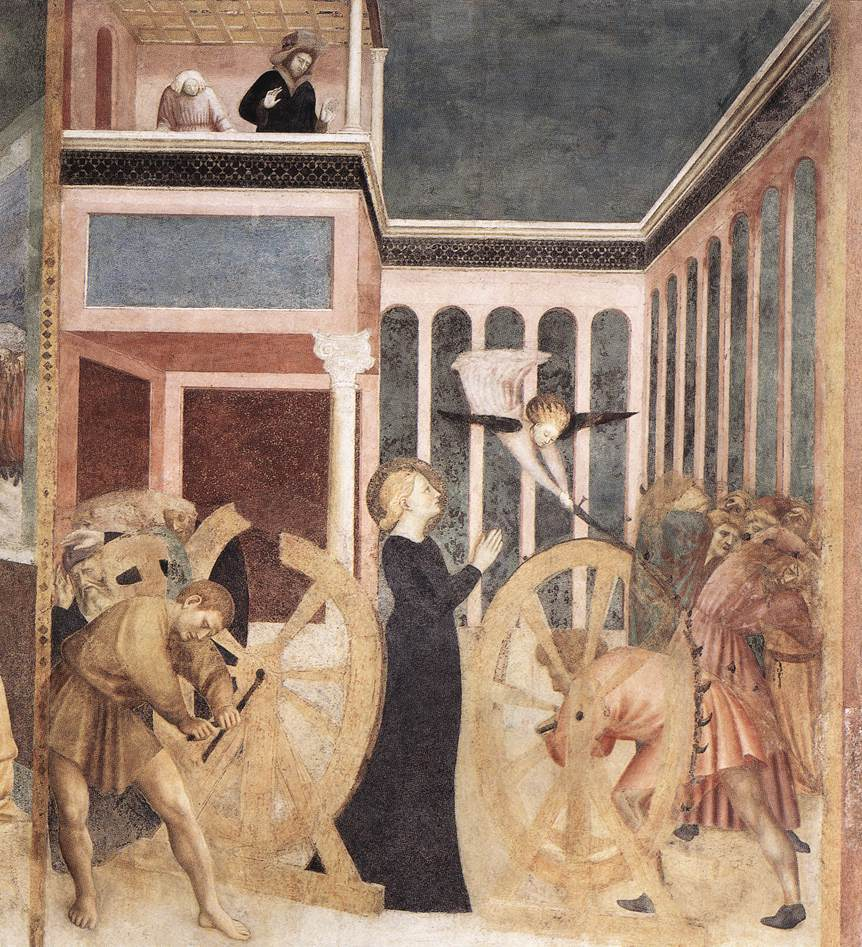
Martirio de Santa Catalina, cuadro de Masolino da Panicale.

## Devoción
El primer vestigio de su devoción se encuentra en una pintura del siglo VIII hallada en Roma. Su veneración se expandió desde la segunda mitad del siglo X, y fue una de las más difundidas por toda Europa, particularmente en Francia, en el siglo XII, de la mano de los cruzados. La Iglesia ortodoxa la celebró. Santa Catalina y Santa Dorotea fueron representadas con gran frecuencia en altares medievales húngaros a lo largo de los siglos XIV y XVI, convirtiéndose en figuras muy populares junto a Santa Isabel de Hungría y Santa Margarita de Hungría. En toda Europa se extendió la veneración a Santa Catalina: muchas iglesias tienen imágenes o cuadros de la Santa.
La difusión de la devoción inspiró a los artistas, quienes representan a la santa con una aureola tricolor: blanca, simbolizando su virginidad; verde por su sabiduría y roja por su martirio. La rueda que se utilizó para su suplicio está, casi siempre, representada detrás de ella.

## Historicidad

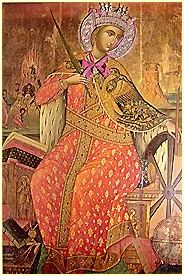
Santa Catalina de Alejandría, representada con una rueda, uno de los símbolos de su martirio. Ícono del monasterio homónimo situado en el monte Sinaí,.

Aunque su existencia histórica fue puesta en duda por un sector de la Iglesia católica a partir de 1961, permanece inscrita (ya liberada de las narraciones legendarias) en el Martirologio romano como "liberum memoria".
No obstante, varios autores han puesto en duda la historicidad de esta figura. Donald Attwater caracteriza la "leyenda" de Santa Catalina como "la más absurda de su clase", citando la falta de pruebas positivas que nunca han existido, salvo en la imaginación de un escritor griego que simplemente la compuso con la mera intención de ser un romance edificante. También Harold T. Davis confirma que "la investigación asidua no ha logrado identificar a Catalina con ningún personaje histórico" y ha teorizado que Catalina fue un invento inspirado como contrapartida a la historia de la filósofa pagana Hipatia, con roles invertidos de cristianos y paganos.
El relato más antiguo que trata de la vida de Santa Catalina se sitúa más de 500 años después de la supuesta fecha de su martirio, atribuido al emperador Basilio I en el año 866, aunque el redescubrimiento de sus reliquias en el monasterio del Monte Sinaí se data en el año 800, y presumiblemente implica un culto existente en esa fecha. El monasterio fue construido por orden del emperador Justiniano I, al que se añadió la Capilla de la Zarza Ardiente construida por Helena, madre de Constantino I, en el lugar donde supuestamente Moisés contempló la zarza ardiente. Además los textos más fidedignos en rigor científico como las investigaciones hagiográficas de los bolandistas conocidas como Acta Sanctorum  son aceptados como válidos históricamente para entender su culto primario como personaje histórico.
Recientemente el investigador español Diego Serra, a partir del análisis minucioso de la leyenda, ha avanzado la hipótesis de que la figura de Catalina de Alejandría es un compuesto de dos personajes históricos;  la mártir cristiana donatista Lucila de Cartago, quien fue perseguida durante el imperio de Majencio, y la hija de Diocleciano, Galeria Valeria, ejecutada por Licinio.
No obstante, debe marcarse bien la diferencia entre la posible existencia de la santa mártir, y toda la narrativa de su vida y su martirio, que se parece a muchas otras 'pasiones' sin ser ya posible averiguar qué pueda haber de fondo histórico.

## Patronazgo

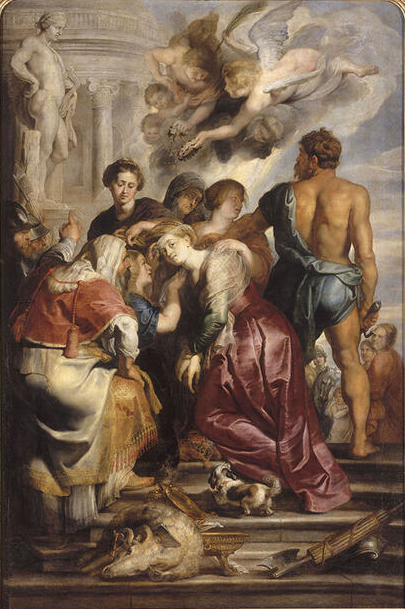
El martirio de Santa Catalina, por Rubens (hacia 1615).

Catalina de Alejandría es la patrona de los escolares y estudiantes, filósofos, prisioneros (junto con Leonardo de Noblat, Fernando III de Castilla y José Cafasso), jóvenes casaderas, barberos (junto con Cosme y Damián y Martín de Porres), y de cuantos se relacionan por su oficio con las ruedas: carreteros, molineros, traperos, hilanderas, ciclistas, etc.
También del día de las Catalinadas. La Universidad de París, la Universidad de Oviedo y la de Padua eligieron a Catalina como patrona. También la antigua Real Universidad de Toledo, surgida a partir del Colegio de Santa Catalina.
Así, también es considerada patrona de apologistas; artesanos que usan ruedas en su trabajo (alfareros, hilanderos, molineros, etc.); archivistas; abogados; juristas; bibliotecarios; personas en trance de muerte; educadores; jovencitas; solteras; estudiantes; maestros; afiladores de cuchillos; mecánicos; torneros; enfermeros; filósofos; predicadores; teólogos; secretarias; taquígrafos.
Es patrona de los siguientes lugares e instituciones:

### Colombia
- En Popayán, departamento del Cauca, es una de las patronas de la Ermita de Jesús Nazareno, datado de 1617 es el templo más antiguo del centro histórico de la ciudad.
- Municipio de Turbaco, departamento de Bolívar (en la costa caribeña colombiana). En su honor se celebran las fiestas patronales que tienen ocasión del 27 de diciembre al 1 de enero de cada año, las cuales giran alrededor de la realización de corralejas.
- Municipio de Chibolo, departamento del Magdalena en la costa norte de Colombia. Sus festividades inician el 25 de noviembre hasta el 28 del mismo mes; predominan las fiestas de corraleja y bailes populares iniciando estas festividades el día 25 con la misa solemne a la patrona de los chiboleros.
- La Peña, población del municipio de Ovejas, en el departamento de Sucre. Se celebran por más de 200 años las fiestas patronales en honor a santa Catalina de Alejandría, donde es reconocida no solo en la región sino que llegan gentes de todas partes del país y de Venezuela.
- Santa Catalina de Alejandría, municipio que lleva su nombre en el norte del departamento de Bolívar. Celebra las fiestas patronales en su honor todos los 25 de noviembre. Incluye fiestas religiosas, semana cultural y fiestas de corralejas.
- En el corregimiento de Las Piedras, municipio de Toluviejo (Sucre) a 20 km de la capital Sincelejo, en los Montes de María se venera todos los 25 de noviembre a Santa Catalina de Alejandría como santa protectora de la comunidad y en su honor se recuerda el sacrificio de una población frente al conflicto armado del país y se tiene para veneración dos imágenes: una imagen en un nicho pequeño y con estilo bizantino y otra escultura en tamaño natural que es sacada en andas por los pobladores dos días (24 y 25) en noviembre de cada año.
- Del corregimiento de Aspasica, Municipio de La Playa de Belén, Norte de Santander. Su fiesta se celebra el 25 de noviembre y la novena en su honor inicia el 16 de noviembre, dando inicio a las peticiones personales de sus devotos.

### Cuba
- Parroquia de Catalina de Güines (Provincia de Mayabeque)
- Parroquia santa Catalina Virgen y Mártir. Municipio de Pedro Betancourt. (Provincia de Matanzas)

### El Salvador
- Apopa (departamento de San Salvador)
- Usulután
- Santa Catarina Masahuat (departamento de Sonsonate)
- Meanguera, Departamento de Morazán.
- San Esteban Catarina (departamento de San Vicente)

### España
• Vidaurre (Navarra)
- Villamarchante (provincia de Valencia)
- El Granado (Huelva)
- Alcollarín (Cáceres)
- Navalvillar de Pela (Badajoz)
- El Real de San Vicente (Toledo)
- Portonovo (Pontevedra)
- Berlanga de Duero (provincia de Soria)
- Jaén (Jaén)
- Espeluy (Jaén)
- Riolobos (Cáceres)
- Villacorta (León)
- Villacorta (Segovia)
- Monóvar (Alicante)
- Majadahonda (Madrid)
- Souteliño (Laza) (Orense)
- Tacoronte  (Tenerife)
- Viñols y Archs (Tarragona)
- Torroella de Montgrí (Gerona)
- Ruguilla (Guadalajara)
- Domeño (Valencia)
- Universidad de Oviedo[11]
- Conil (provincia de Cádiz)
- Villamarchante (provincia de Valencia)
- Aras de los Olmos (provincia de Valencia)
- El Granado (provincia de Huelva)
- Barrio de Santa Catalina (Pinoso) (provincia de Alicante)
- Arenas (provincia de Málaga)
- Alía provincia de Cáceres
- Tórtola de Henares (provincia de Guadalajara, Castilla-La Mancha)

### Guatemala
- Santa Catarina Pinula
- Nahualá
- Santa Catarina Ixtahuacán
- Catarina, San Marcos
- Santa Catarina Mita (Jutiapa)
- Santa Catarina Barahona (Sacatepequez)
- San Felipe (Retalhuleu).[12]
- Zunil, Quetzaltenango.[13]
- Zunilito Suchitepequez
- Siquinalá (Escuintla)
- Quesada (Jutiapa)
- Santa Catarina Bobadilla (Aldea cerca de Antigua Guatemala en el departamento de Sacatepéquez)

### México
- Pueblo de Jucutacato, Municipio de Uruapan Michoacán.
- Lagos de Moreno,Jalisco.
- Pueblo de Santa Catarina de Los Reyes Puebla, Municipio de Esperanza.
- Pueblo de Santa Catarina Tabernillas, Municipio de Almoloya de Juárez, Estado de México.
- Municipio de Santa Catarina, Nuevo León,  a 9 km al poniente de Monterrey
- Municipio Axtla de Terrazas, estado de San Luis Potosí.
- Pueblo Santa Catarina Yecahuízotl, Ciudad de México, alcaldía Tláhuac.
- Ríoverde (Estado de San Luis Potosí).
- Municipio de Santa Catarina (Guanajuato), estado de Guanajuato.
- Municipio de Pantelhó (Región de los Altos), estado de Chiapas.
- Municipio de Lerma, Estado de México
- Diversos Municipios de Oaxaca tales como Municipio de Santa Catarina Lachatao, Santa Catarina IxtepejiSanta Catarina Juquila, Santa Catarina Mechoacán, etc.
- Pueblo de Santa Catarina del Monte, Estado de México
- Pueblo de Santa Catarina, Municipio de Acolman, Estado de México.
- Pueblo de Catmis, Municipio de Tzucacab, Estado de Yucatán
- Municipio de Lolotla, Hidalgo.
- Municipio de Cuapiaxtla de Madero, Puebla
- Municipio de Santa Catarina de Tepehuanes, Durango, México
- Santa Catarina Municipio de Sombrerete, Estado de Zacatecas
- Barrio de La Lagunilla en la Ciudad de México,

### Nicaragua
- Catarina, Nicaragua.

### Venezuela
- Santa Catalina (Municipio Sosa).
- Casacoima (Estado Delta Amacuro.
- Parroquia Campo Elias (Estado Yaracuy)

### Brasil
- Santa Catarina (Estado).

### Perú
- Santa Catalina de Alejandría (Distrito de Chongoyape - Chiclayo - Lambayeque) Patrona de la Ciudad, su fiesta es celebrada todos los 25 de noviembre, incluido feria festiva, banda de música y procesión.

- Santa Catalina de Alejandría (Distrito de Curahuasi, provincia de Abancay, departamento de Apurimac, patrona de la Ciudad, su fiesta se celebra todos los 25 de noviembre.

- Santa Catalina de Alejandría es la patrona de la ciudad de Moquegua e incluso lleva su nombre como «Santa Catalina de Guadalcazar de la ciudad de Moquegua»

### Panamá
- Pedasí, provincia de Los Santos.

## Tradiciones

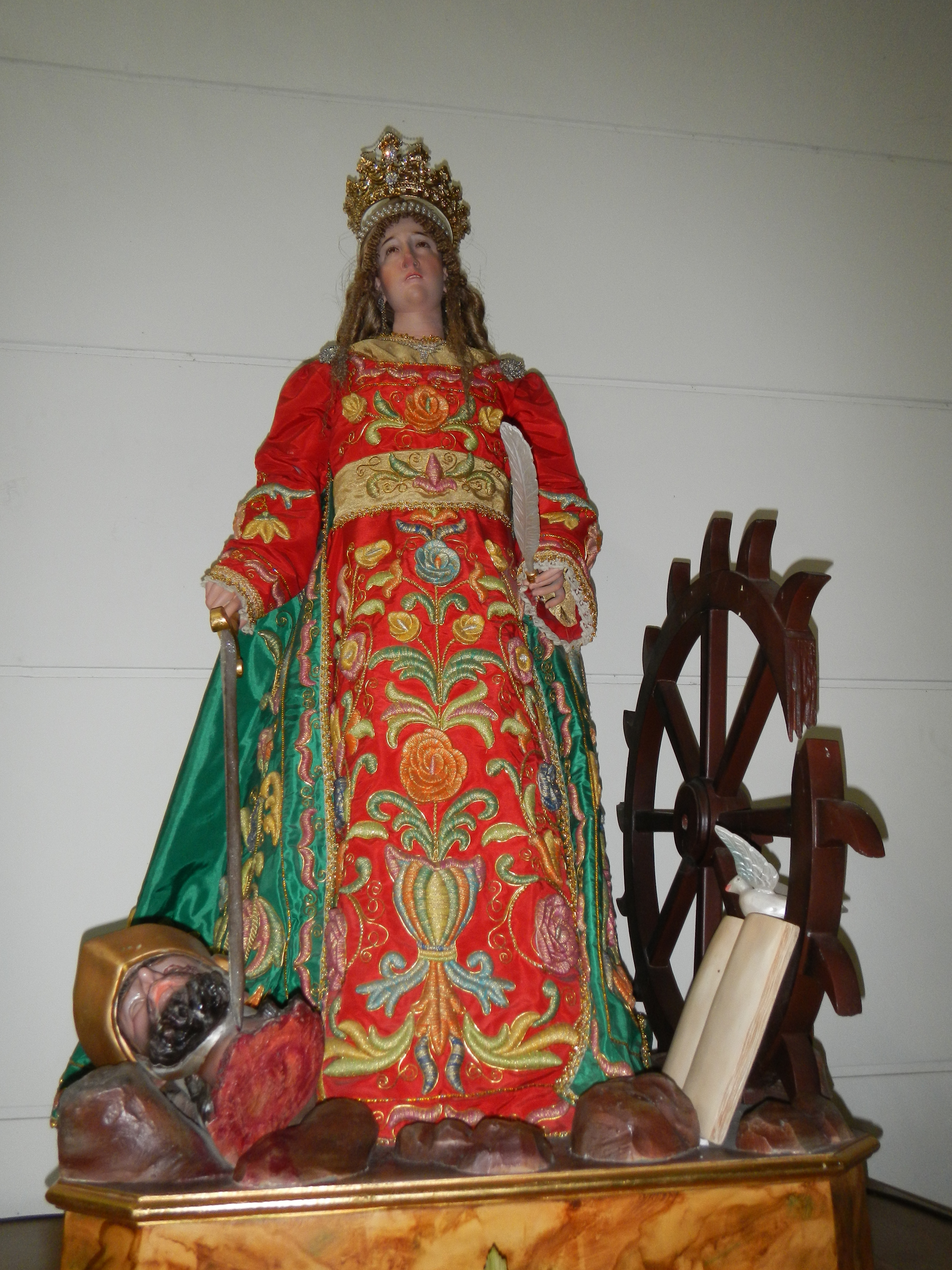
Imagen de la santa en la parroquia de Gerona de Tarlac.

- El día de su festividad se prepara un dulce con una base de melaza llamado "Las ruedas de Santa Catalina".

- Antaño, las imágenes de Catalina, colocadas en las iglesias, eran adornadas con una cofia que se cambiaba cada año. Este rito era un privilegio de las jóvenes, mayores de veinticinco años que estaban solteras. De modo que la expresión "Ella va a coronar a Santa Catalina", significaba que la joven en cuestión todavía no había encontrado marido, al ponerle la cofia podía suplicar la intervención de la santa con la siguiente oración:

Santa Catalina, ayúdame. No me dejes morir soltera. Un marido, Santa Catalina, un buen marido, Santa Catalina, antes de que sea tarde.
Actualmente, en algunas regiones, aún se pueden ver, el 25 de noviembre, algunas jóvenes con un abigarrado sombrero multicolor (en los que predominan el verde y el amarillo) hechos, a propósito, para la fiesta, son las llamadas catalineras que festejan alegremente el día.
En Jaén, el 25 de noviembre hay una romería al Castillo de Santa Catalina, dedicada a Catalina de Alejandría, además es la santa protectora de la Ciudad.
En Ibi, provincia de Alicante, se sigue celebrando la festividad de Santa Catalina en las escuelas. Las niñas, a las que llaman "catalinetes", se colocan en la cabeza un gran lazo de papel de color llamativo. De tanto en tanto se canta una cancioncita en valenciano que dice: "Les catalinetes mengen culleretes, els catalinots mengen cullerots, passen pel molí, una coca en oli i un barral de vi, vi, vi, vi, Catalí!".
En Santa Fe, provincia de Granada, se celebra una romería conocida como "la merendica" el día de Catalina de Alejandría. Esta tiene su origen en la fundación de la ciudad cuando la reina Isabel la Católica organizó una celebración para conmemorar la firma de las Capitulaciones de Granada. Antiguamente la gente iba de romería a la desaparecida ermita de Santa Catalina. Actualmente, el lugar de esparcimiento es el secano, donde la gente se reúne para comer en el campo y degustar platos elaborados con hierbas aromáticas. En las panaderías de la zona se preparan las típicas Rosquillas de Santa Catalina.

## Refranes
- "Para Santa Catalina toda madera arraiga" (refiriéndose a que, noviembre, es un mes adecuado para plantar árboles).
- "Por Santa Catalina, nieve en la cocina" (refiriéndose al frío invierno que se avecina).
- "Por Santa Catalina, prevente de leña y harina" (para pasar el invierno).

## Otras santas católicas con el nombre de Catalina
Otras personalidades canonizadas llevan el nombre de esta santa del siglo III:
- Catalina de Bolonia (9 de marzo)
- Catalina de Génova (15 de septiembre)
- Catalina Labouré (28 de noviembre)
- Catalina Ricci (13 de febrero)
- Catalina de Siena (29 de abril)
- Catalina de Suecia (24 de marzo)
- Catalina Tomás (5 de abril)
- Catalina Drexel (3 de marzo)
- Catalina Volpicelli (28 de diciembre)
- Catalina Tekakwitha (17 de abril)

También hay una orden que lleva su nombre: Orden de Santa Catalina.

## Regiones con su nombre
- Estado del sur de Brasil se llama Santa Catarina.[14]
- En México, el estado de Nuevo León cuenta con un municipio con su nombre, Santa Catalina, que después fue cambiado a Santa Catarina. Así mismo se encuentra el Municipio de Santa Catarina Tlaltempan, en el Estado de Puebla, ubicado entre Matamoros y Tehuacán, en la mixteca poblana, sus pobladores, mixtecos, tienen por patrona a Santa Catalina de Alejandría.
- En Guatemala, hay cuatro municipios que llevan el nombre de Santa Catalina; el primero es Santa Catalina Pinula, ubicado en el departamento de Guatemala y el otro ubicado en el departamento de Alta Verapaz, llamado Santa Catalina La Tinta; el municipio de Santa Catarina Ixtahuacan ubicado en el departamento de Solola; por último el municipio de Santa Catarina Barahona ubicado en el departamento de sacatepequez, celebran la feria patronal el 25 de noviembre en honor a  la Virgen Catalina de Alejandría.
- La más meridional de las Channel Islands de California, la Isla de Santa Catalina recibiô ese nombre de Sebastián Viscaíno que desembarcó allí el 24 de noviembre de 1602 (vîspera del santoral de Santa Catalina de Alejandrîa).
- Santa patrona de la ciudad de Usulután, El Salvador, las fiestas patronales a finales de noviembre son dedicadas en su honor.[15][16]
- En Nicaragua, en el Departamento de Masaya, hay un municipio llamado Catarina, su santa patrona es Santa Catalina de Alejandría.
- En República Dominicana, La isla Catalina.
- En Venezuela, en el estado Barinas, Municipio Sosa, se encuentra una pequeña localidad de nombre Santa Catalina, cuya santa Patrona, es también, Santa Catalina de Alejandría. También en el municipio Casacoima del estado Delta Amacuro se encuentra una pequeña población con ese nombre, devotos de su patrona.
- También en México, en el Estado de San Luis Potosí, en el Municipio de Rioverde, la Parroquia lleva el nombre de Santa Catarina de Alejandría, cuya festividad es del 16 al 25 de noviembre, y al igual que el vecino estado de Nuevo León, fue cambiado el nombre de Catalina de Alejandría a Catarina. Así mismo, en el mismo estado de San Luis Potosí, existe el municipio de Santa Catarina que lleva el nombre cambiado de Santa Catalina.

A una hora de San Luis Potosí capital con rumbo a Rioverde, está un pequeño poblado a orilla de carretera que lleva por nombre Santa Catarina, el cual pertenece al municipio potosino de San Nicolás Tolentino.
- En Cuba, provincia Mayabeque, se localiza una parroquia que lleva su nombre. Del mismo modo, el pueblo se denomina Catalina en honor a su patrona, Santa Catalina de Alejandría.
- En El Salvador, Departamento de Sonsonate, el Pueblo se llama Santa Catarina Masahuat, en honor a Santa Catalina de Alejandría.
- En Argentina, uno de los 16 departamentos de la provincia de Jujuy lleva el nombre de Santa Catalina.La festividad patronal se conmemora cada 25 de noviembre en honor a la Virgen Santa Catalina de Alejandría.
- El cráter lunar Catharina, ubicado junto a los cráteres Theophilus y Cyrillus, lleva este nombre en su honor.
- En España, más concretamente en el Puerto de Sóller (Mallorca) existe una calle consagrada a su nombre, la Calle Santa Caterina de Alexandría.

## Galería

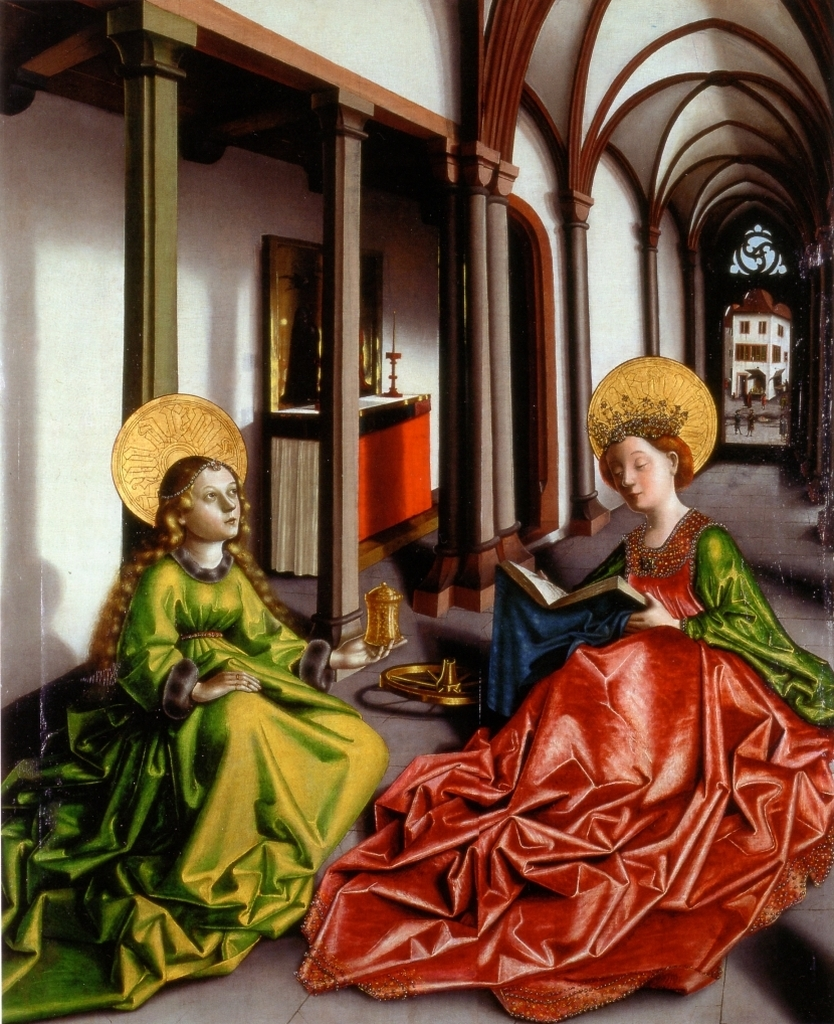
por Konrad Witz, 1440
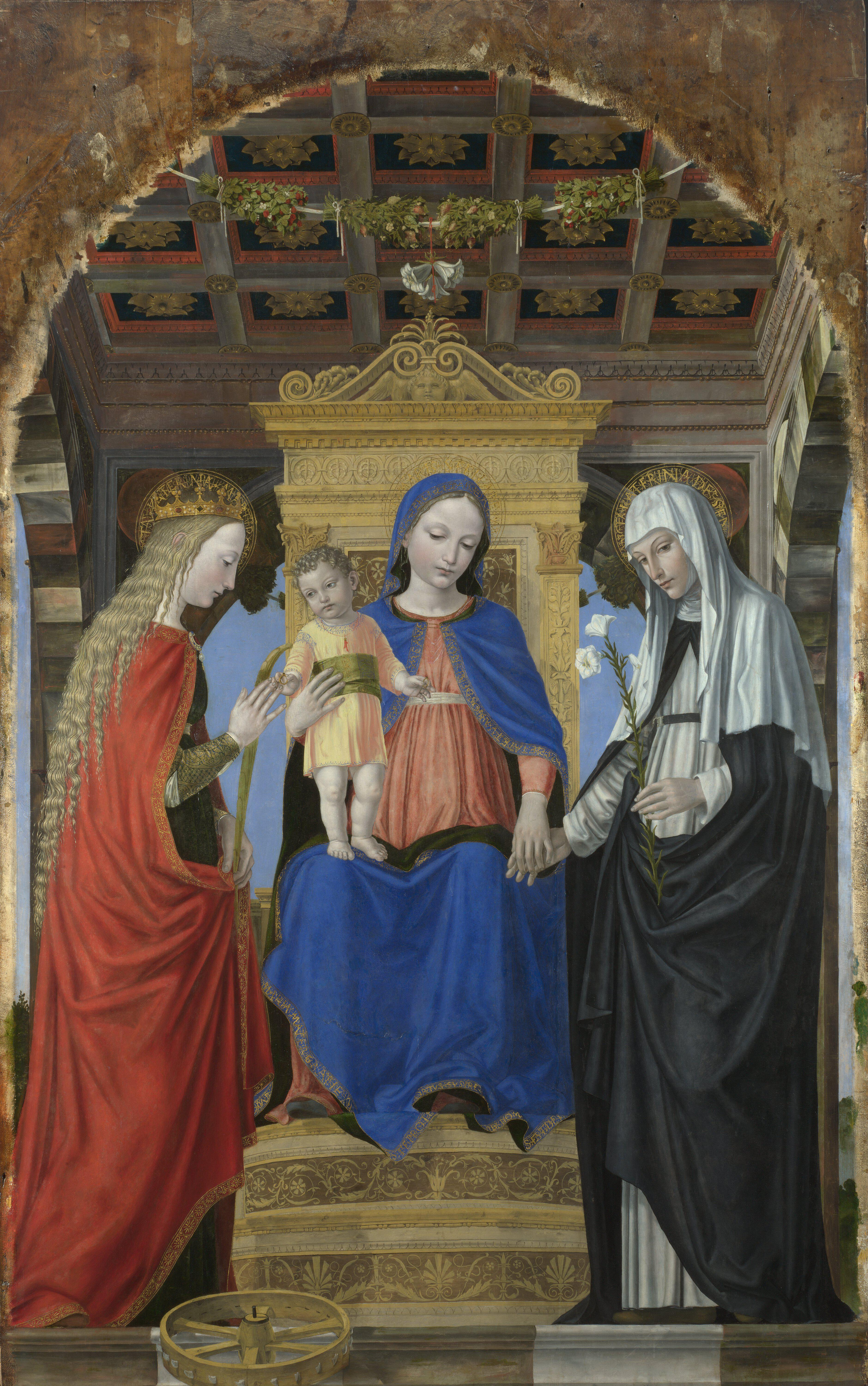
por Ambrogio Bergognone , hacia 1490
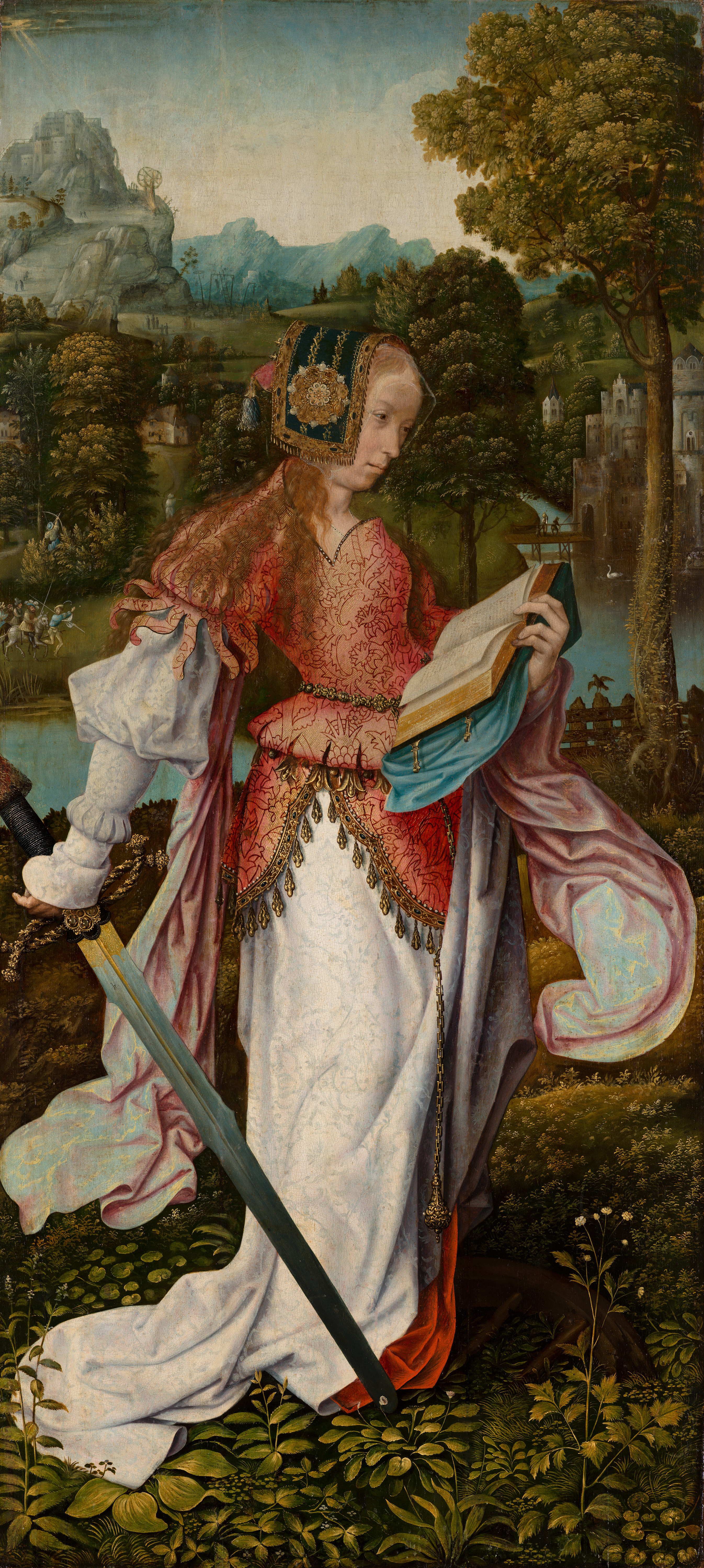
por Maestro de Fráncfort, hacia 1510
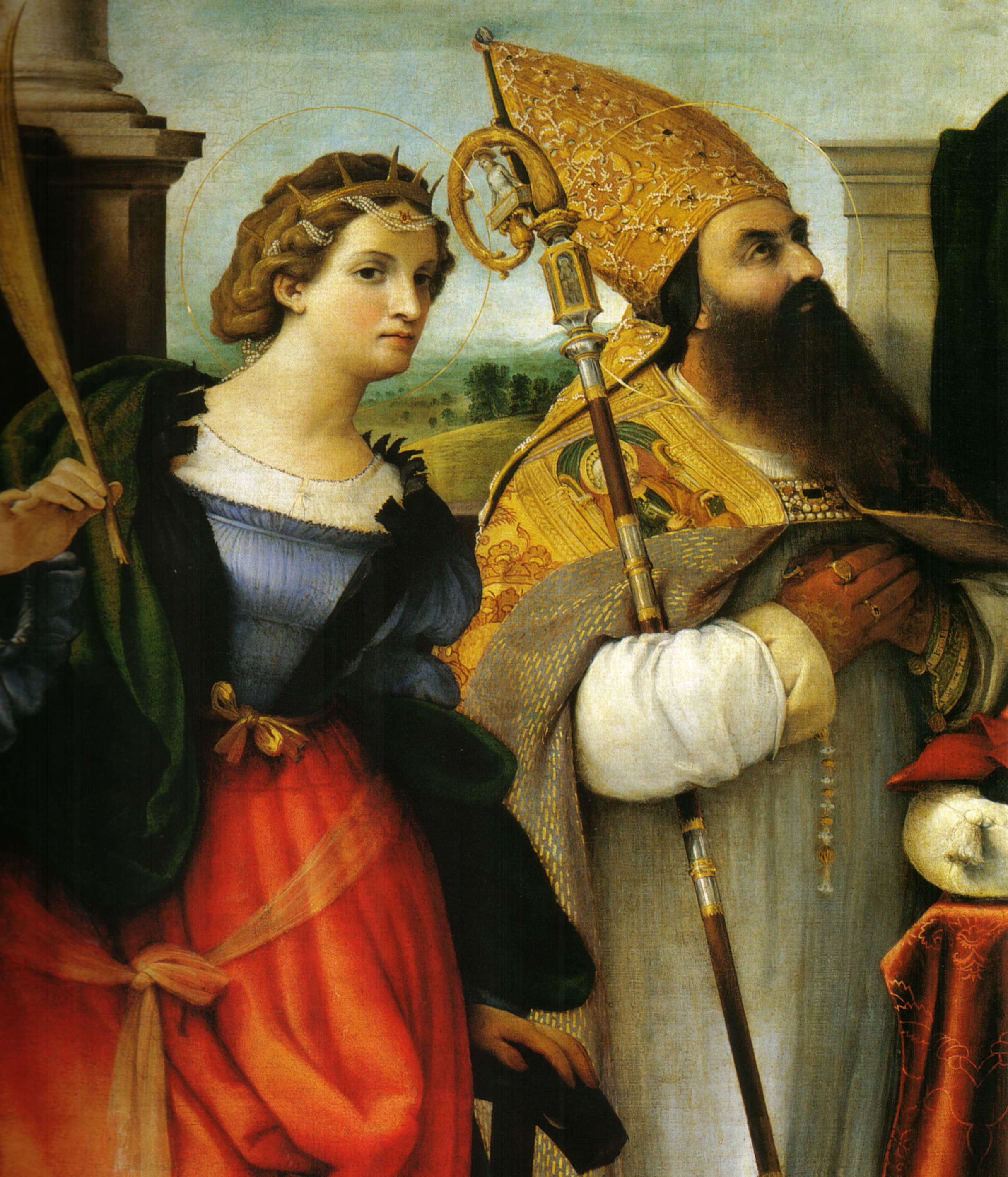
Catalina de Alejandría y San Agustín, Lorenzo Lotto, 1521
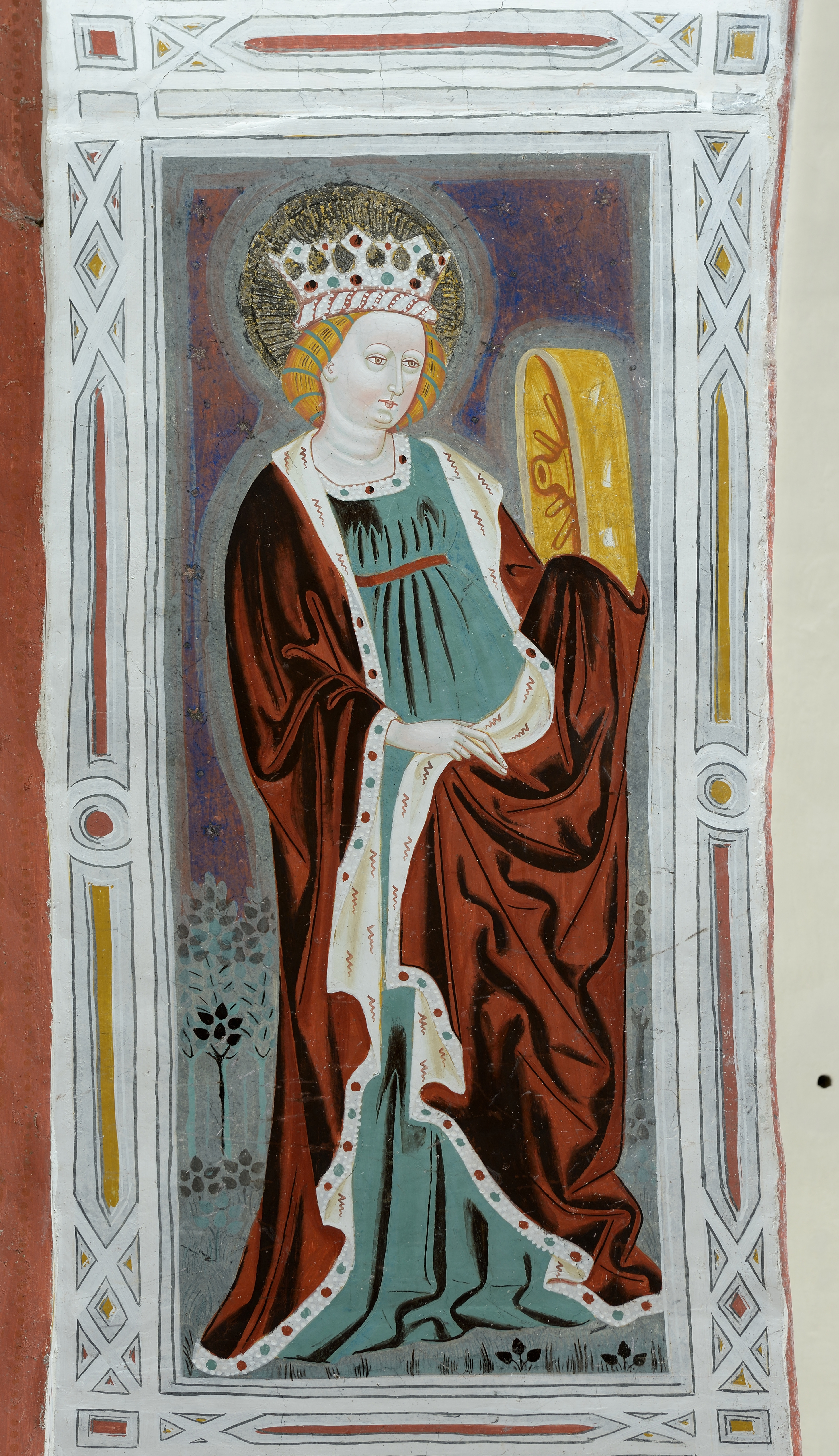
Fresco en la iglesia de San Jacobo de Urtijëi en Val Gardena, siglo XV
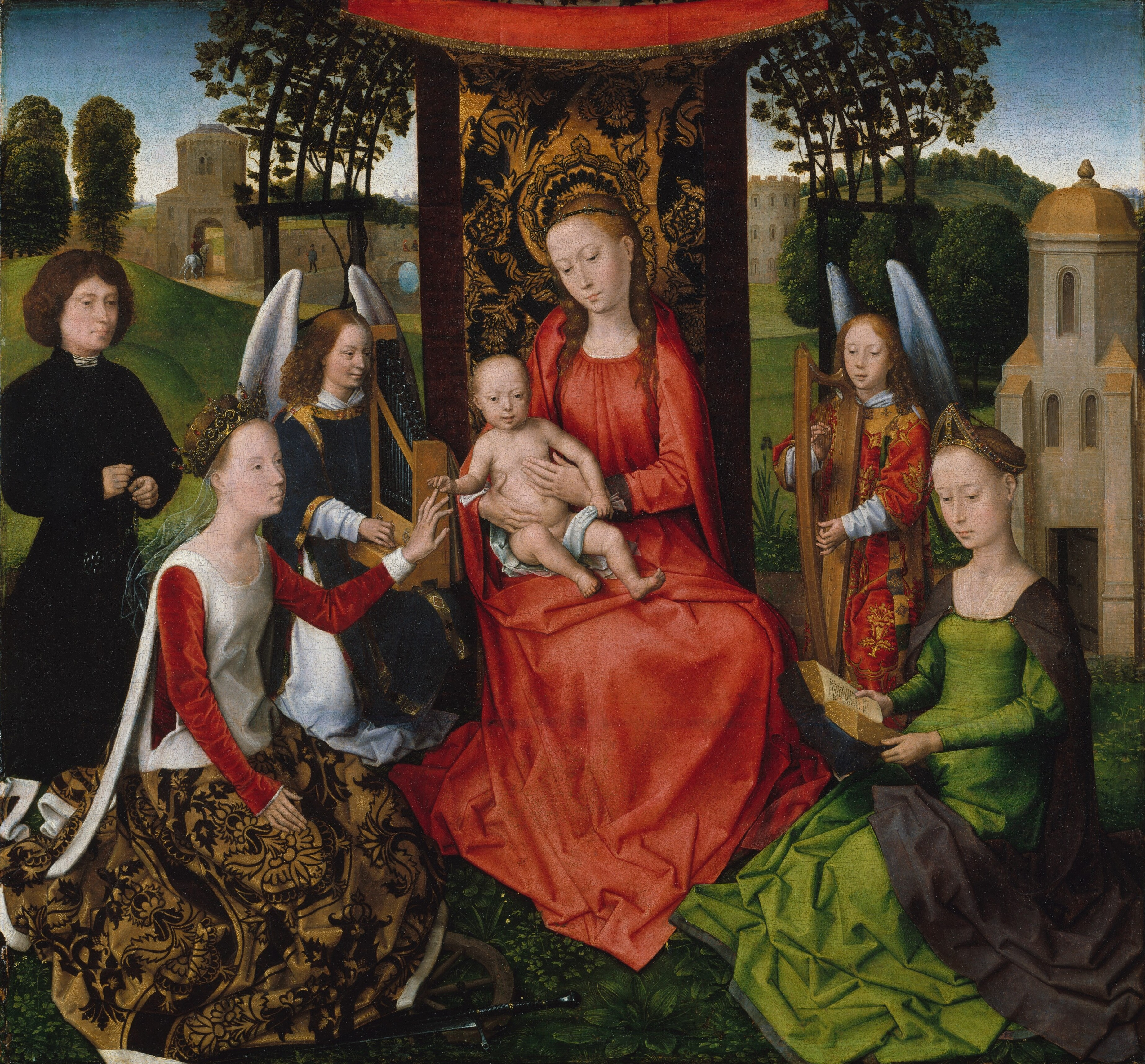
por Hans Memling, 1479-80
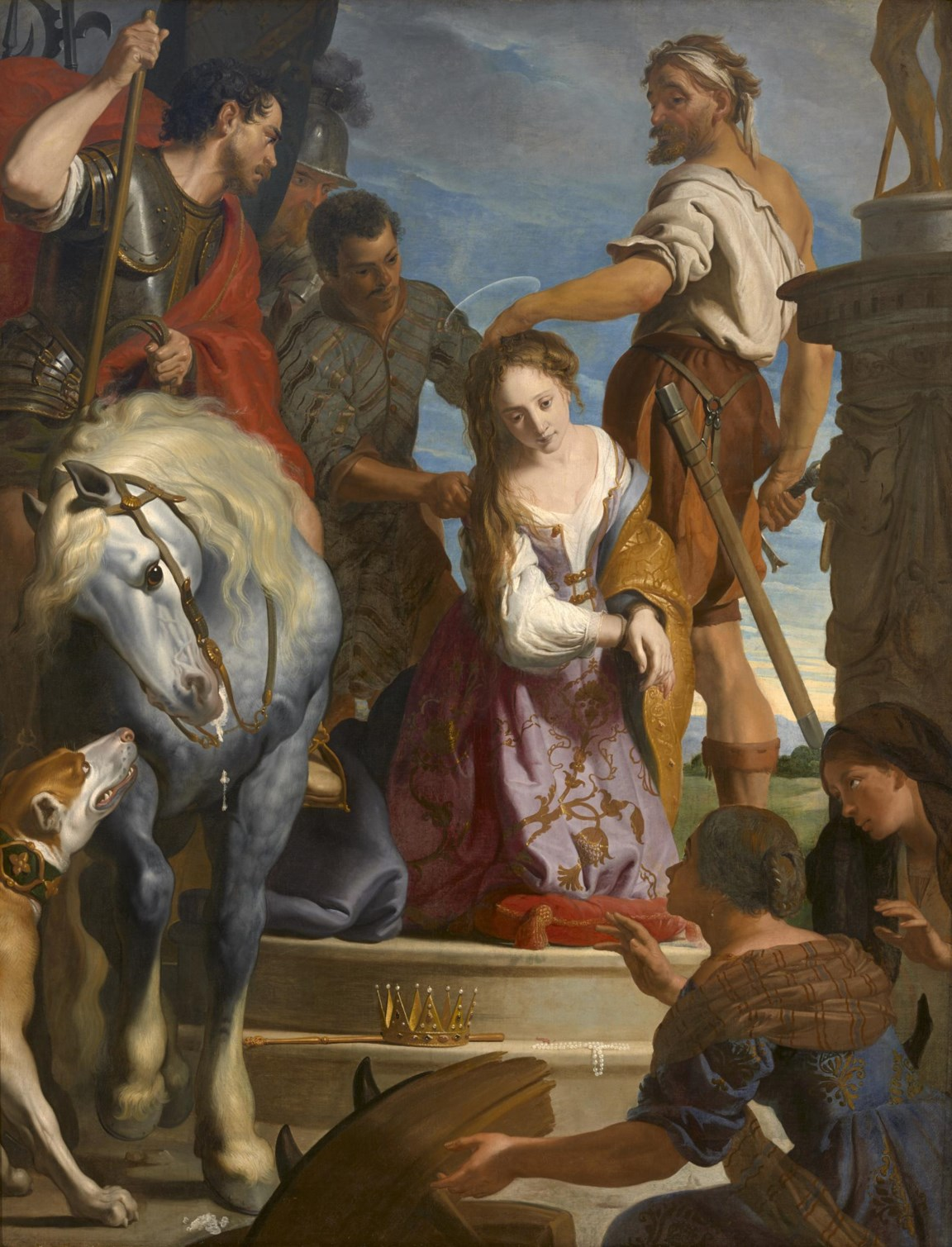
por Gaspar de Crayer, 1622
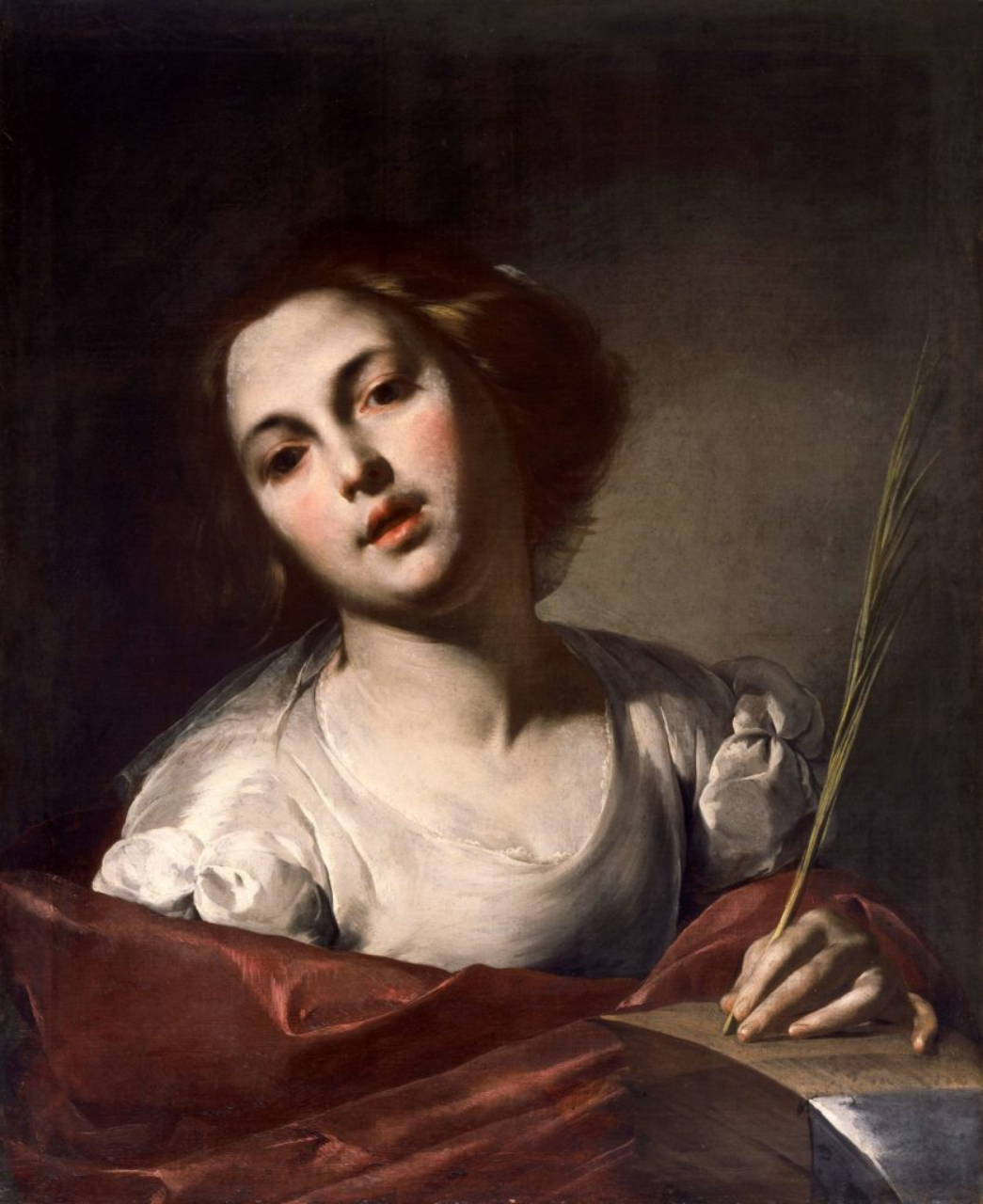
por Bernardo Cavallino, 1645-49
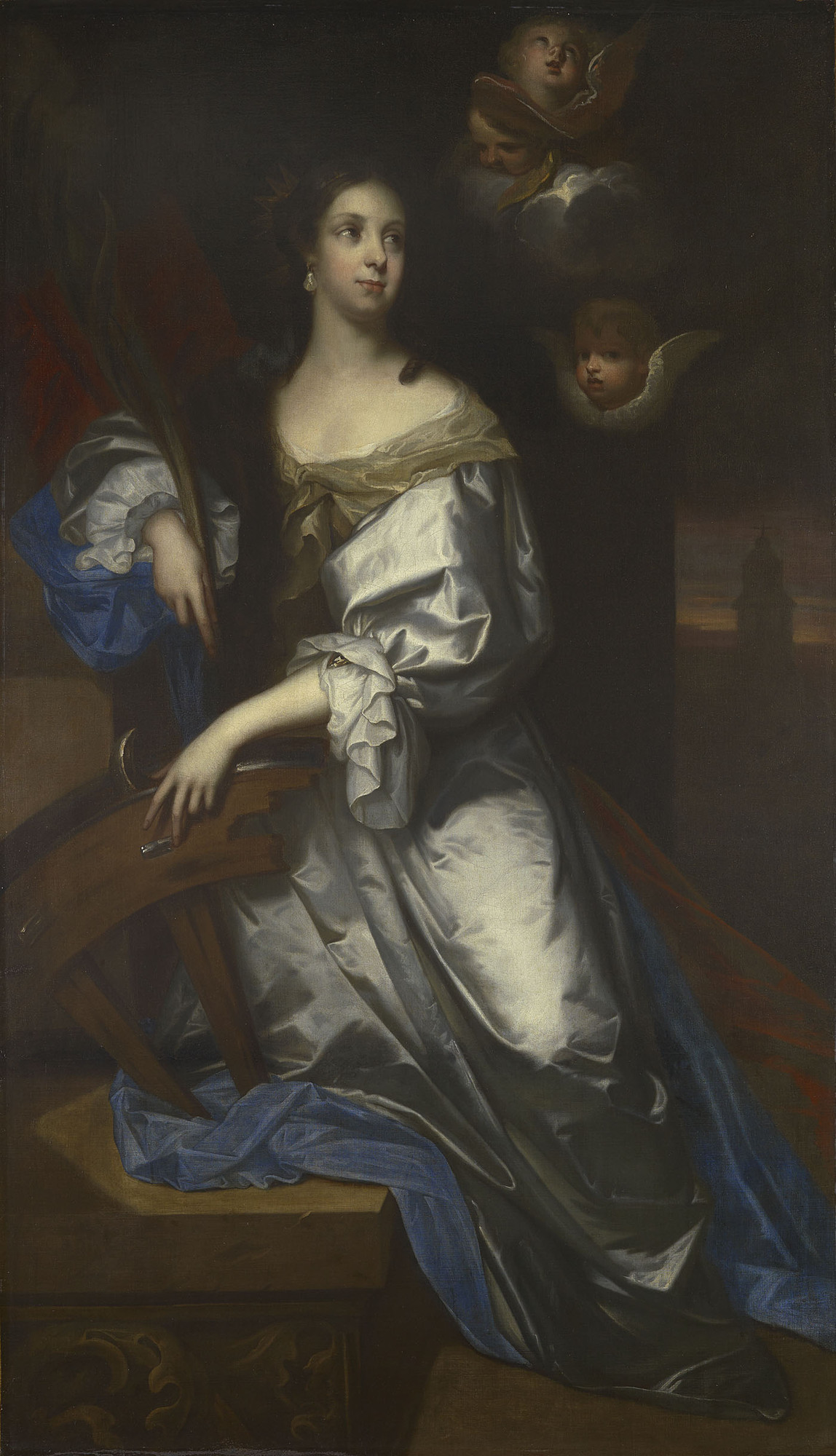
por Jacob Huysmans, 1696
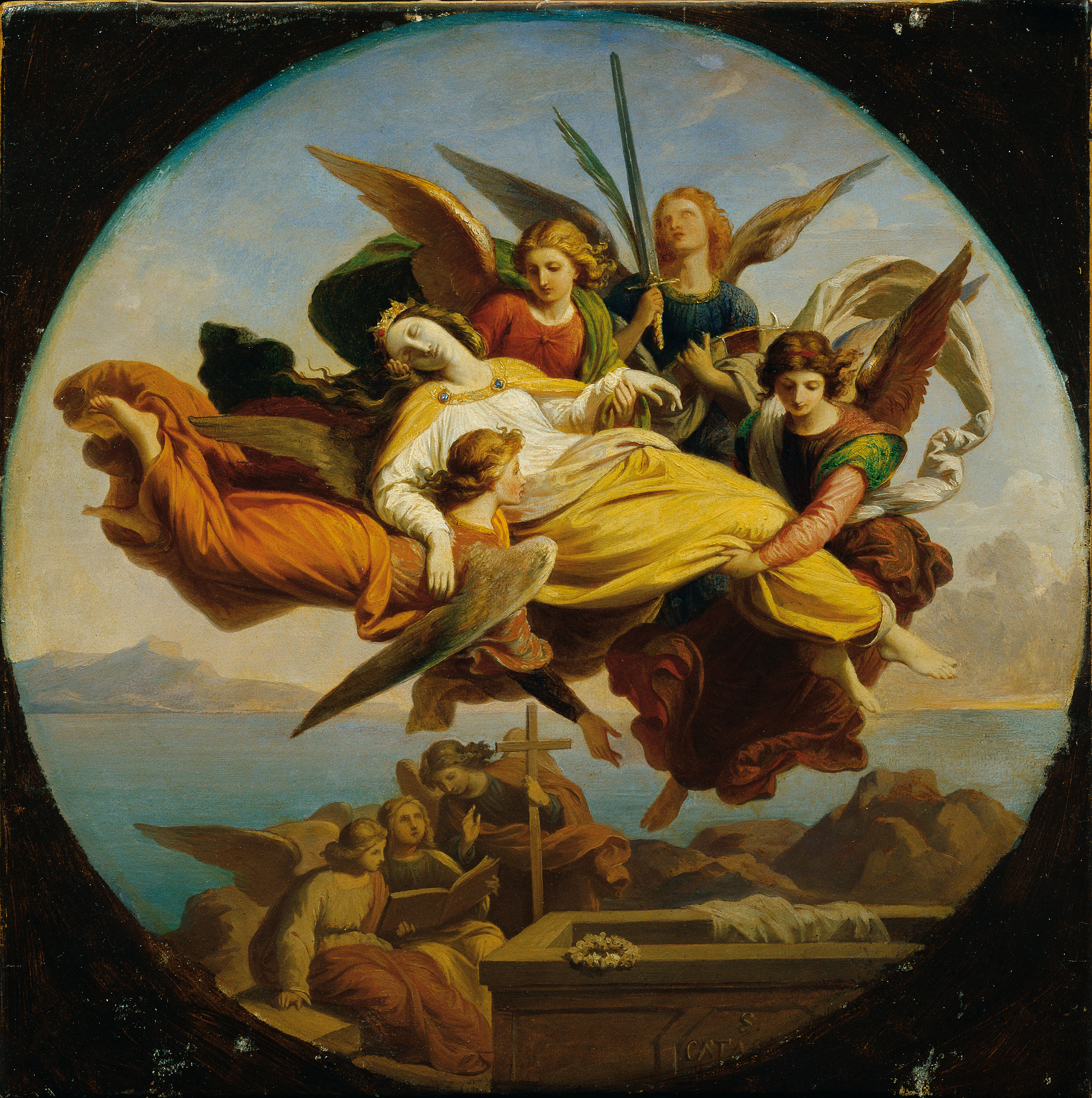
por Karl von Blaas, hacia 1850